# Rayner Unwin
Rayner Stephens Unwin (* 23. Dezember 1925; † 23. November 2000 in Berkhamsted, England) war ein englischer Verleger, der unter anderem die Werke J. R. R. Tolkiens veröffentlichte.

## Biografie
Rayner Unwin war der Sohn von Stanley Unwin, der den Londoner Verlag George Allen & Unwin leitete. Nach seinem Studium in Oxford und Harvard diente Rayner Unwin von 1944 bis 1947 in der Royal Navy. 1951 trat er in das Unternehmen seines Vaters ein. Im Jahr darauf heiratete er Carol Margaret Curwen, mit der er später drei Töchter und einen Sohn hatte. Nach dem Tod seines Vaters im Jahr 1968 übernahm Rayner Unwin die Leitung des Verlags. Im Jahr 1977 wurde er von Königin Elisabeth II. mit dem Orden Commander of the Order of the British Empire (CBE) ausgezeichnet. 1986 schloss er seinen Verlag mit Bell & Hyman zum neuen Unternehmen Unwin Hyman zusammen. Drei Jahre später geriet dieses in finanzielle Schwierigkeiten und wurde gegen den Willen Rayner Unwins vom Konzern HarperCollins übernommen, woraufhin sich Unwin ins Privatleben zurückzog.

## Unwin und Tolkien
In zahlreichen Briefen wird deutlich, dass zwischen Tolkien und Unwin nicht nur eine berufliche Beziehung bestand, sondern auch eine enge Freundschaft.
Rayner Unwins Vater war der Ansicht, dass Kinderbücher am besten von Kindern beurteilt werden sollten. Deshalb gab er eingereichte Manuskripte seinen Kindern zu lesen, die für ein kleines Taschengeld kurze Berichte über sie verfassten. Auf Grundlage dieser Einschätzung wurde dann entschieden, ob das entsprechende Buch veröffentlicht wird.
Im Jahr 1936 bekam so der damals zehnjährige Rayner Unwin das Manuskript des von J. R. R. Tolkien verfassten Hobbit zur Begutachtung. Er mochte das Buch und war der Ansicht, es werde allen Kindern im Alter von fünf bis neun Jahren gefallen. Allen & Unwin nahm das Manuskript daher an, Tolkiens erstes nicht-akademisches Buch erschien und wurde ein großer Erfolg.
Als Tolkien ein erstes Kapitel des geplanten Nachfolgers für den Hobbit verfasst hatte, bat er Rayner Unwin um seine Meinung und wurde von dessen positiver Reaktion ermuntert, weiterzuschreiben. Auch später bekam Rayner Unwin Teile des Manuskripts des Herrn der Ringe zu lesen. Als es nach mehr als zehn Jahren schließlich weitgehend fertig war, befürwortete Rayner Unwin die Veröffentlichung des Buches, wozu es wegen Unstimmigkeiten zwischen Autor und Verlag jedoch zunächst nicht kam. Nach Tolkiens vergeblichem Versuch, den Herrn der Ringe und das Silmarillion bei einem anderen Verlag unterzubringen, führten Rayner Unwin und Tolkien von Ende 1951 an neue Verhandlungen über die Veröffentlichung des Herrn der Ringe, die schließlich erfolgreich waren.
Auch in der Folge war häufig Rayner Unwin die bevorzugte Kontaktperson Tolkiens bei seinem Verlag. In der von Tolkiens Biograph Humphrey Carpenter zusammengestellten Auswahl von 354 Briefen Tolkiens sind 40 Briefe und Auszüge aus Briefen an Rayner Unwin enthalten.

## Werke
- The Rural Muse. 1954.
- The Defeat of John Hawkins. 1960.
- Tribute to J. R. R. Tolkien. In: Glen H. GoodKnight (Hrsg.): Mythlore. Ausgabe 69, Band 18, Nr. 3, 1992, S. 32.
- A Winter Away from Home. 1995.
- George Allen & Unwin: a remembrancer. 1999.
- Early Days of Elder Days. In: Verlyn Flieger, Carl F. Hostetter (Hrsg.): Tolkien’s Legendarium: Essays on The History of Middle-earth. 2000.